# Campionato mondiale maschile di pallacanestro Under-19 2019
Il 14º Campionato mondiale maschile di pallacanestro Under-19 (noto anche come 2019 FIBA Under-19 World Championship) si è svolto a Candia in Grecia, dal 29 giugno al 7 luglio 2019.

## Squadre partecipanti
- Argentina
- Australia
- Canada
- Cina
- Filippine
- Francia
- Grecia
- Lettonia

- Lituania
- Mali
- Nuova Zelanda
- Porto Rico
- Russia
- Senegal
- Serbia
- Stati Uniti

## Prima fase
Le 16 squadre sono state divise in 4 gruppi di 4. In base al piazzamento al termine della fase a girone, tutte le squadre partecipano alla seconda fase ad eliminazione diretta.

### Gruppo A
| Squadra       | P.ti | G | V | P | PF  | PS  | DP  |
| ------------- | ---- | - | - | - | --- | --- | --- |
| Stati Uniti   | 6    | 3 | 3 | 0 | 300 | 213 | +87 |
| Nuova Zelanda | 5    | 3 | 2 | 1 | 214 | 250 | -36 |
| Lituania      | 4    | 3 | 1 | 2 | 235 | 231 | +4  |
| Senegal       | 3    | 3 | 0 | 3 | 174 | 229 | -55 |

| Candia 29 giugno 2019, ore 17:45 UTC+2 | Senegal | 52 – 76 (12-18, 30-36, 38-63) referto | Lituania | Heraklion University Sports Hall |

| Candia 29 giugno 2019, ore 20:00 UTC+2 | Stati Uniti | 111 – 71 (24-19, 44-35, 76-51) referto | Nuova Zelanda | Heraklion University Sports Hall |

| Candia 30 giugno 2019, ore 17:45 UTC+2 | Lituania | 84 – 102 (16-28, 41-51, 60-76) referto | Stati Uniti | Heraklion University Sports Hall |

| Candia 30 giugno 2019, ore 18:15 UTC+2 | Nuova Zelanda | 66 – 64 (13-15, 25-28, 35-46) referto | Senegal | Heraklion Indoor Sports Arena |

| Candia 2 luglio 2019, ore 16:00 UTC+2 | Senegal | 58 – 87 (18-23, 35-47, 45-64) referto | Stati Uniti | Heraklion Indoor Sports Arena |

| Candia 2 luglio 2019, ore 16:00 UTC+2 | Nuova Zelanda | 77 – 75 (18-21, 39-41, 60-56) referto | Lituania | Heraklion University Sports Hall |

### Gruppo B
| Squadra   | P.ti | G | V | P | PF  | PS  | DP  |
| --------- | ---- | - | - | - | --- | --- | --- |
| Canada    | 5    | 3 | 2 | 1 | 229 | 223 | +6  |
| Australia | 5    | 3 | 2 | 1 | 239 | 212 | +27 |
| Mali      | 5    | 3 | 2 | 1 | 243 | 231 | +12 |
| Lettonia  | 3    | 3 | 0 | 3 | 207 | 252 | -45 |

| Candia 29 giugno 2019, ore 13:15 UTC+2 | Mali | 93 – 79 (22-17, 44-37, 68-49) referto | Lettonia | Heraklion University Sports Hall |

| Candia 29 giugno 2019, ore 15:30 UTC+2 | Australia | 76 – 81 (13-20, 36-46, 58-58) referto | Canada | Heraklion University Sports Hall |

| Candia 30 giugno 2019, ore 13:45 UTC+2 | Canada | 70 – 71 (17-19, 39-33, 50-57) referto | Mali | Heraklion Indoor Sports Arena |

| Candia 30 giugno 2019, ore 16:00 UTC+2 | Lettonia | 52 – 81 (15-23, 24-46, 38-72) referto | Australia | Heraklion Indoor Sports Arena |

| Candia 2 luglio 2019, ore 18:15 UTC+2 | Canada | 78 – 76 (18-15, 36-29, 58-48) referto | Lettonia | Heraklion Indoor Sports Arena |

| Candia 2 luglio 2019, ore 18:15 UTC+2 | Mali | 79 – 82 (12-20, 28-33, 49-60) referto | Australia | Heraklion University Sports Hall |

### Gruppo C
| Squadra   | P.ti | G | V | P | PF  | PS  | DP  |
| --------- | ---- | - | - | - | --- | --- | --- |
| Argentina | 6    | 3 | 3 | 0 | 236 | 224 | +12 |
| Russia    | 5    | 3 | 2 | 1 | 259 | 225 | +34 |
| Grecia    | 4    | 3 | 1 | 2 | 228 | 225 | +3  |
| Filippine | 3    | 3 | 0 | 3 | 205 | 254 | -49 |

| Candia 29 giugno 2019, ore 18:15 UTC+2 | Argentina | 86 – 84 (d.t.s.) (22-19, 34-37, 60-53, 76-76) referto | Russia | Heraklion Indoor Sports Arena |

| Candia 29 giugno 2019, ore 20:30 UTC+2 | Grecia | 85 – 69 (20-27, 42-41, 63-57) referto | Filippine | Heraklion Indoor Sports Arena |

| Candia 30 giugno 2019, ore 20:00 UTC+2 | Filippine | 72 – 77 (15-22, 32-39, 51-58) referto | Argentina | Heraklion University Sports Hall |

| Candia 30 giugno 2019, ore 20:30 UTC+2 | Russia | 83 – 75 (31-15, 49-34, 62-48) referto | Grecia | Heraklion Indoor Sports Arena |

| Candia 2 luglio 2019, ore 20:30 UTC+2 | Argentina | 73 – 68 (9-13, 26-35, 48-51) referto | Grecia | Heraklion Indoor Sports Arena |

| Candia 2 luglio 2019, ore 20:30 UTC+2 | Filippine | 64 – 92 (15-28, 30-49, 50-72) referto | Russia | Heraklion University Sports Hall |

### Gruppo D
| Squadra    | P.ti | G | V | P | PF  | PS   | DP   |
| ---------- | ---- | - | - | - | --- | ---- | ---- |
| Serbia     | 6    | 3 | 3 | 0 | 266 | 207  | +59  |
| Francia    | 5    | 3 | 2 | 1 | 286 | 209  | +77  |
| Cina       | 4    | 3 | 1 | 2 | 212 | -319 | -107 |
| Porto Rico | 3    | 3 | 0 | 3 | 236 | 265  | -29  |

| Candia 29 giugno 2019, ore 13:45 UTC+2 | Cina | 57 – 106 (18-26, 34-53, 47-85) referto | Serbia | Heraklion Indoor Sports Arena |

| Candia 29 giugno 2019, ore 16:00 UTC+2 | Porto Rico | 68 – 91 (25-24, 46-53, 57-73) referto | Francia | Heraklion Indoor Sports Arena |

| Candia 30 giugno 2019, ore 13:15 UTC+2 | Francia | 119 – 56 (24-12, 59-25, 87-34) referto | Cina | Heraklion University Sports Hall |

| Candia 30 giugno 2019, ore 15:30 UTC+2 | Serbia | 75 – 74 (27-12, 43-40, 64-56) referto | Porto Rico | Heraklion University Sports Hall |

| Candia 2 luglio 2019, ore 13:45 UTC+2 | Cina | 99 – 94 (21-17, 44-39, 70-72) referto | Porto Rico | Heraklion University Sports Hall |

| Candia 2 luglio 2019, ore 13:45 UTC+2 | Francia | 76 – 85 (22-26, 36-46, 60-64) referto | Serbia | Heraklion Indoor Sports Arena |

## Seconda fase

### Tabellone Principale
| Ottavi di finale | Ottavi di finale | Ottavi di finale |  |  | Quarti di finale | Quarti di finale | Quarti di finale |  |  | Semifinale | Semifinale  | Semifinale |  |             | Finale      | Finale      | Finale |
|                  |                  |                  |  |  |                  |                  |                  |  |  |            |             |            |  |             |             |             |        |
| 1A               | Stati Uniti      | 116              |  |  |                  |                  |                  |  |  |            |             |            |  |             |             |             |        |
| 4B               | Lettonia         | 66               |  |  | 1A               | Stati Uniti      | 95               |  |  |            |             |            |  |             |             |             |        |
| 2C               | Russia           | 96               |  |  | 2C               | Russia           | 80               |  |  |            |             |            |  |             |             |             |        |
| 3D               | Cina             | 83               |  |  |                  |                  |                  |  |  | 1A         | Stati Uniti | 102        |  |             |             |             |        |
| 2B               | Australia        | 74               |  |  |                  |                  |                  |  |  | 3A         | Lituania    | 67         |  |             |             |             |        |
| 3A               | Lituania         | 91               |  |  | 3A               | Lituania         | 92               |  |  |            |             |            |  |             |             |             |        |
| 1D               | Serbia           | 87               |  |  | 1D               | Serbia           | 85               |  |  |            |             |            |  |             |             |             |        |
| 4C               | Filippine        | 60               |  |  |                  |                  |                  |  |  |            |             |            |  |             | 1A          | Stati Uniti | 93     |
| 2A               | Nuova Zelanda    | 62               |  |  |                  |                  |                  |  |  |            |             |            |  |             | 3B          | Mali        | 79     |
| 3B               | Mali             | 77               |  |  | 3B               | Mali             | 84               |  |  |            |             |            |  |             |             |             |        |
| 1C               | Argentina        | 57               |  |  | 4D               | Porto Rico       | 74               |  |  |            |             |            |  |             |             |             |        |
| 4D               | Porto Rico       | 77               |  |  |                  |                  |                  |  |  | 3B         | Mali        | 76         |  |             |             |             |        |
| 4A               | Senegal          | 79               |  |  |                  |                  |                  |  |  | 2D         | Francia     | 73         |  |             |             |             |        |
| 1B               | Canada           | 90               |  |  | 1B               | Canada           | 80               |  |  |            |             |            |  | Terzo posto | Terzo posto | Terzo posto |        |
| 3C               | Grecia           | 46               |  |  | 2D               | Francia          | 85               |  |  |            |             |            |  |             | 3A          | Lituania    | 68     |
| 2D               | Francia          | 77               |  |  |                  |                  |                  |  |  |            |             |            |  |             | 2D          | Francia     | 73     |

#### Incontri dal 5º all'8º posto
|  | 5º-8º posto | 5º-8º posto | 5º-8º posto |            |        | 5º posto | 5º posto | 5º posto |  |
|  |             |             |             |            |        |          |          |          |  |
|  | Russia      | Russia      | 83          |            |        |          |          |          |  |
|  | Russia      | Russia      | 83          |            |        |          |          |          |  |
|  | Serbia      | Serbia      | 79          |            |        |          |          |          |  |
|  | Serbia      | Serbia      | 79          |            | Russia | Russia   | 77       |          |  |
|  |             |             |             |            | Russia | Russia   | 77       |          |  |
|  |             |             | Porto Rico  | Porto Rico | 74     |          |          |          |  |
|  | Porto Rico  | Porto Rico  | Porto Rico  | Porto Rico | 74     | 98       |          |          |  |
|  | Porto Rico  | Porto Rico  |             |            |        | 98       |          |          |  |
|  | Canada      | Canada      | 81          |            |        | 7º posto | 7º posto | 7º posto |  |
|  | Canada      | Canada      | 81          |            |        |          |          |          |  |
|  |             |             |             |            |        |          |          |          |  |
|  |             |             |             |            |        | Serbia   | Serbia   | 110      |  |
|  |             |             |             |            |        | Serbia   | Serbia   | 110      |  |
|  |             |             |             |            |        | Canada   | Canada   | 92       |  |

#### Incontri dal 9º al 16º posto
|  | Quarti di finale 9º-16º posto | Quarti di finale 9º-16º posto |           |           | Semifinali 9º-12º posto | Semifinali 9º-12º posto |  |  | 9º posto | 9º posto |
|  |                               |                               |           |           |                         |                         |  |  |          |          |
|  | 5 luglio                      |                               |           |           |                         |                         |  |  |          |          |
|  |                               |                               |           |           |                         |                         |  |  |          |          |
|  | Lettonia                      | 87                            |           |           |                         |                         |  |  |          |          |
|  | Lettonia                      | 87                            | 6 luglio  |           |                         |                         |  |  |          |          |
|  | Cina                          | 84                            |           |           |                         |                         |  |  |          |          |
|  | Cina                          | 84                            | Lettonia  | 80        |                         |                         |  |  |          |          |
|  | 5 luglio                      |                               | Lettonia  | 80        |                         |                         |  |  |          |          |
|  |                               | Australia                     | 94        |           |                         |                         |  |  |          |          |
|  | Nuova Zelanda                 | Australia                     | 94        | 79        |                         |                         |  |  |          |          |
|  | Nuova Zelanda                 |                               | 7 luglio  | 79        |                         |                         |  |  |          |          |
|  | Argentina                     | 84                            |           |           |                         |                         |  |  |          |          |
|  | Argentina                     | 84                            | Australia | 71        |                         |                         |  |  |          |          |
|  | 5 luglio                      |                               | Australia | 71        |                         |                         |  |  |          |          |
|  |                               | Grecia                        | 52        |           |                         |                         |  |  |          |          |
|  | Australia                     | Grecia                        | 52        | 82        |                         |                         |  |  |          |          |
|  | Australia                     | 6 luglio                      |           | 82        |                         |                         |  |  |          |          |
|  | Filippine                     | 60                            |           |           |                         |                         |  |  |          |          |
|  | Filippine                     | 60                            | Argentina | 66        | 11º posto               | 11º posto               |  |  |          |          |
|  | 5 luglio                      |                               | Argentina | 66        | 11º posto               | 11º posto               |  |  |          |          |
|  |                               | Grecia                        | 72        |           |                         |                         |  |  |          |          |
|  | Senegal                       | Grecia                        | 72        | 97        | Lettonia                | 68                      |  |  |          |          |
|  | Senegal                       |                               |           | 97        | Lettonia                | 68                      |  |  |          |          |
|  | Grecia                        | 102                           |           | Argentina | 74                      |                         |  |  |          |          |
|  | Grecia                        | 102                           |           |           | 74                      |                         |  |  |          |          |
|  |                               |                               |           |           |                         |                         |  |  | 7 luglio |          |
|  |                               |                               |           |           |                         |                         |  |  |          |          |

|  | 13º-16º posto | 13º-16º posto | 13º-16º posto |               |           | 13º posto | 13º posto | 13º posto |  |
|  |               |               |               |               |           |           |           |           |  |
|  | Cina          | Cina          | 72            |               |           |           |           |           |  |
|  | Cina          | Cina          | 72            |               |           |           |           |           |  |
|  | Filippine     | Filippine     | 86            |               |           |           |           |           |  |
|  | Filippine     | Filippine     | 86            |               | Filippine | Filippine | 70        |           |  |
|  |               |               |               |               | Filippine | Filippine | 70        |           |  |
|  |               |               | Nuova Zelanda | Nuova Zelanda | 76        |           |           |           |  |
|  | Nuova Zelanda | Nuova Zelanda | Nuova Zelanda | Nuova Zelanda | 76        | 87        |           |           |  |
|  | Nuova Zelanda | Nuova Zelanda |               |               |           | 87        |           |           |  |
|  | Senegal       | Senegal       | 71            |               |           | 15º posto | 15º posto | 15º posto |  |
|  | Senegal       | Senegal       | 71            |               |           |           |           |           |  |
|  |               |               |               |               |           |           |           |           |  |
|  |               |               |               |               |           | Cina      | Cina      | 73        |  |
|  |               |               |               |               |           | Cina      | Cina      | 73        |  |
|  |               |               |               |               |           | Senegal   | Senegal   | 90        |  |

### Ottavi di finale
| Candia 3 luglio 2019, ore 13:15 UTC+2 | Stati Uniti | 116 – 66 (30-15, 59-31, 95-38) referto | Lettonia | Heraklion University Sports Hall |

| Candia 3 luglio 2019, ore 13:45 UTC+2 | Nuova Zelanda | 62 – 77 (19-24, 29-40, 47-61) referto | Mali | Heraklion Indoor Sports Arena |

| Candia 3 luglio 2019, ore 15:30 UTC+2 | Russia | 96 – 83 (29-24, 54-35, 74-59) referto | Cina | Heraklion University Sports Hall |

| Candia 3 luglio 2019, ore 16:00 UTC+2 | Argentina | 57 – 77 (17-9, 27-26, 37-42) referto | Porto Rico | Heraklion Indoor Sports Arena |

| Candia 3 luglio 2019, ore 17:45 UTC+2 | Lituania | 91 – 74 (20-11, 33-21, 56-49) referto | Australia | Heraklion University Sports Hall |

| Candia 3 luglio 2019, ore 18:15 UTC+2 | Filippine | 60 – 87 (14-19, 28-43, 42-64) referto | Serbia | Heraklion Indoor Sports Arena |

| Candia 3 luglio 2019, ore 20:00 UTC+2 | Senegal | 79 – 90 (18-23, 38-40, 56-70) referto | Canada | Heraklion University Sports Hall |

| Candia 3 luglio 2019, ore 20:30 UTC+2 | Grecia | 46 – 77 (14-18, 24-36, 34-56) referto | Francia | Heraklion Indoor Sports Arena |

### Quarti di finale
9º-16º posto
| Candia 5 luglio 2019, ore 12:00 UTC+2 | Lettonia | 87 – 84 (24-23, 46-44, 65-64) referto | Cina | Heraklion University Sports Hall |

| Candia 5 luglio 2019, ore 14:15 UTC+2 | Nuova Zelanda | 79 – 84 (14-24, 37-46, 63-63) referto | Argentina | Heraklion University Sports Hall |

| Candia 5 luglio 2019, ore 16:30 UTC+2 | Australia | 82 – 60 (23-11, 45-26, 65-44) referto | Filippine | Heraklion University Sports Hall |

| Candia 5 luglio 2019, ore 18:45 UTC+2 | Senegal | 97 – 102 (d.t.s.) (23-23, 42-49, 63-64, 85-85, 92-92) referto | Grecia | Heraklion University Sports Hall |

1º-8º posto
| Candia 5 luglio 2019, ore 13:00 UTC+2 | Mali | 84 – 74 (15-21, 37-33, 59-45) referto | Porto Rico | Heraklion Indoor Sports Arena |

| Candia 5 luglio 2019, ore 15:30 UTC+2 | Lituania | 92 – 85 (d.t.s.) (28-20, 39-39, 61-60, 77-77) referto | Serbia | Heraklion Indoor Sports Arena |

| Candia 5 luglio 2019, ore 18:00 UTC+2 | Stati Uniti | 95 – 80 (19-10, 51-27, 68-57) referto | Russia | Heraklion Indoor Sports Arena |

| Candia 5 luglio 2019, ore 20:30 UTC+2 | Canada | 80 – 85 (22-25, 44-47, 61-65) referto | Francia | Heraklion Indoor Sports Arena |

### Semifinali
13º-16º posto
| Candia 6 luglio 2019, ore 12:00 UTC+2 | Cina | 72 – 86 (18-21, 37-41, 57-72) referto | Filippine | Heraklion University Sports Hall |

| Candia 6 luglio 2019, ore 14:15 UTC+2 | Nuova Zelanda | 87 – 71 (22-22, 38-34, 59-56) referto | Senegal | Heraklion University Sports Hall |

9º-12º posto
| Candia 6 luglio 2019, ore 16:30 UTC+2 | Lettonia | 80 – 94 (12-32, 37-49, 62-79) referto | Australia | Heraklion University Sports Hall |

| Candia 6 luglio 2019, ore 20:30 UTC+2 | Argentina | 66 – 72 (20-18, 35-37, 48-55) referto | Grecia | Heraklion University Sports Hall |

5º-8º posto
| Candia 6 luglio 2019, ore 13:00 UTC+2 | Russia | 83 – 79 (23-17, 37-44, 56-61) referto | Serbia | Heraklion Indoor Sports Arena |

| Candia 6 luglio 2019, ore 15:30 UTC+2 | Porto Rico | 98 – 81 (30-19, 47-47, 73-66) referto | Canada | Heraklion Indoor Sports Arena |

1º-4º posto
| Candia 6 luglio 2019, ore 18:00 UTC+2 | Mali | 76 – 73 (13-19, 39-33, 61-55) referto | Francia | Heraklion Indoor Sports Arena |

| Candia 6 luglio 2019, ore 20:30 UTC+2 | Stati Uniti | 102 – 67 (25-14, 44-32, 75-48) referto | Lituania | Heraklion Indoor Sports Arena |

### Finali
15º-16º posto
| Candia 7 luglio 2019, ore 11:00 UTC+2 | Cina | 73 – 90 (14-22, 39-46, 57-65) referto | Senegal | Heraklion University Sports Hall |

13º-14º posto
| Candia 7 luglio 2019, ore 13:15 UTC+2 | Filippine | 70 – 76 (15-20, 37-45, 58-59) referto | Nuova Zelanda | Heraklion University Sports Hall |

11º-12º posto
| Candia 7 luglio 2019, ore 15:30 UTC+2 | Lettonia | 68 – 74 (13-18, 30-24, 48-46) referto | Argentina | Heraklion University Sports Hall |

9º-10º posto
| Candia 7 luglio 2019, ore 15:30 UTC+2 | Australia | 71 – 52 (20-11, 33-22, 53-39) referto | Grecia | Heraklion Indoor Sports Arena |

7º-8º posto
| Candia 7 luglio 2019, ore 17:45 UTC+2 | Serbia | 110 – 92 (28-20, 65-47, 91-67) referto | Canada | Heraklion University Sports Hall |

5º-6º posto
| Candia 7 luglio 2019, ore 13:00 UTC+2 | Russia | 77 – 74 (17-26, 37-35, 60-53) referto | Porto Rico | Heraklion Indoor Sports Arena |

3º-4º posto
| Candia 7 luglio 2019, ore 18:00 UTC+2 | Lituania | 68 – 73 (13-18, 23-34, 46-49) referto | Francia | Heraklion Indoor Sports Arena |

1º-2º posto
| Candia 7 luglio 2019, ore 20:30 UTC+2 | Stati Uniti | 93 – 79 (20-22, 42-40, 73-55) referto | Mali | Heraklion Indoor Sports Arena |

## Classifica finale
| Campione del Mondo | Campione del Mondo | Campione del Mondo |
| --- | ------------------ | --- |
| Stati Uniti under 194 Haliburton, 5 Lewis, 6 Likekele, 7 Green, 8 Z. Williams, 9 Suggs, 10 Cunningham, 11 Barnes, 12 Mobley, 13 Perry, 14 Robinson-Earl, 15 T. Williams, All. Bruce Weber |                    | |
| Argento | Mali               | Mali under 194 Kanouté, 5 Djire, 6 Sanogo, 9 Diakite, 10 Drame, 11 Ballo, 12 Coulibaly, 13 Camara, 14 Drame, 23 Keita, 24 Fofana, 35 Sidibe, All. Alhadji Dicko                                                        |
| Bronzo | Francia            | Francia under 191 Choupas, 3 Dimanche, 4 Léopold, 8 Niasse, 9 Robineau, 11 Ayayi, 12 Dossou Yovo, 16 Eyoum, 22 Baptiste, 32 Evtimov, 39 Makoundou, 90 Bourhis, All. Frédéric Crapez                                    |
| 4. | Lituania           | Lituania under 191 Ramanauskas, 5 Arlauskas, 7 Urbonavičius, 9 Giedraitis, 13 Jarumbauskas, 21 Venskus, 24 Metrikis, 27 Bergaudas, 31 Jokubaitis, 55 Vaitkus, 77 Mineikis, 88 Vilys, All. Gediminas Petrauskas         |
| 5. | Russia             | Russia under 191 Ščerbenev, 7 Baryšev, 9 Petenev, 10 Michajlovskij, 12 Kadošnikov, 16 Kvitkovskich, 22 Eršov, 23 Dolinin, 33 Vediščev, 38 Konovalov, 44 Sorokin, 50 Goldin, All. Evgenij Pašutin                       |
| 6. | Porto Rico         | Porto Rico under 191 Curbelo, 2 Santiago, 4 Dominguez, 5 Rosa, 6 Strawther, 7 Miranda, 8 Placer, 9 Torres, 10 Colón, 11 Rolón, 12 Romero, 14 Sosa, All. Omar González                                                  |
| 7. | Serbia             | Serbia under 193 Petrušev, 6 Mićović, 7 Islamović, 11 Paunović, 12 Trifunović, 13 Cerovina, 14 Vasiljević, 15 Pecarski, 17 Grbović, 22 Ilić, 23 Ćubić, 24 Kuzmanović, All. Aleksandar Bućan                            |
| 8. | Canada             | Canada under 194 Mané, 5 Samuel, 6 Brown, 7 Squire, 8 Neath, 9 Primo, 10 Lawson, 11 Moncrieffe, 12 Kennedy, 13 C. Bediako, 14 J. Bediako, 15 Ambrose-Hylton, All. Daniel Vanhooren                                     |
| 9. | Australia          | Australia under 194 Ducas, 5 Lee, 6 Stattmann, 7 Wigness, 8 MacDonald, 9 Swaka Lo Buluk, 10 Gatbel, 11 Bowen, 12 Dalton, 13 Froling, 14 Leaupepe, 15 Robertson, All. Darren Perry                                      |
| 10. | Grecia             | Grecia under 191 Sōtiriou, 4 Karampelas, 5 Koloveros, 6 Chougkaz, 7 Geōrgalas, 8 Rogkavopoulos, 10 Chatzīdakīs, 11 Arsenopoulos, 14 Voulgaropoulos, 15 Arnokouros, 16 Sandramanīs, 17 Mpazinas, All. Iōannīs Kastritīs |
| 11. | Argentina          | Argentina under 192 Ruesga, 3 Lugarini, 5 Farabello, 6 Marcos, 7 de la Fuente, 8 Simondi, 9 Giordano, 10 Bolmaro, 11 Cáffaro, 17 Reyes, 21 Fernández, 25 Chapero, All. Maximiliano Seigorman                           |
| 12. | Lettonia           | Lettonia under 194 Vīksne, 5 Mežulis, 6 Vitoļskis, 7 Kurucs, 8 Vēveris, 9 Berķis, 10 Hlebovickis, 11 Šnipke, 12 Šteinbergs, 13 Būmeisters, 14 Bērziņš, 15 Miška, All. Artūrs Visockis-Rubenis                          |
| 13. | Nuova Zelanda      | Nuova Zelanda under 193 Mennenga, 5 Perrott-Hunt, 6 Moors, 8 Mete, 10 De Geest, 11 Cameron, 12 Darling, 13 Higgins, 22 Faamausili, 24 Stephens, 78 Poppe, 00 Oswald, All. Gavin Briggs                                 |
| 14. | Filippine          | Filippine under 191 Abadiano, 4 Oczon, 5 Panopio, 6 Fortea, 7 Torres, 10 Ildefonso, 12 Spencer, 13 Amsali, 14 Edu, 15 Tamayo, 17 Chiu, 19 Sotto, All. Alexander Arespacochaga                                          |
| 15. | Senegal            | Senegal under 191 Boissy, 2 Diallo, 7 P. Thiam, 8 Diop, 9 C. Faye, 10 Badji, 12 Mbaye, 13 Sene, 15 Sylla, 21 Bandaogo, 23 B. Faye, 49 Sow, All. Madiene Fall                                                           |
| 16. | Cina               | Cina under 194 Xu J., 5 Jiang H., 7 Shi, 10 Guo, 13 Xu K., 14 Ji, 15 Jiao, 17 Lyu, 18 Jiang W., 21 Li J., 23 Wang, 24 Li L., All. Zhang Jinsong                                                                        |

### Quintetti ideali
- All-Star First Team:
  -  Joël Ayayi
  -  Oumar Ballo
  -  Tyrese Haliburton
  -  Siriman Kanouté
  -  Reggie Perry